# 莫朗博
莫朗博（法語：Molamboz）是法国汝拉省的一个市镇，属于隆莱索涅区（Lons-le-Saunier）阿尔布瓦县（Arbois）。该市镇总面积7.06平方公里，2009年时的人口为91人。

## 人口
莫朗博人口变化图示